# Faku a Ngqungqushe
Le roi Faku (Faku a Ngqungqushe) fut le dernier monarque régnant du royaume des Mpondo en Afrique du Sud, de 1815 à 1867. Durant son règne, il unifia plusieurs groupes et étendit le territoire qu'il avait hérité de son père. En 1844, il forgea une alliance avec la colonie du Cap et encouragea les Britanniques à coloniser le Natal ; cela lui assurait que son propre royaume aurait des frontières définies selon les règles occidentales. Le royaume est finalement annexé par les Britanniques et devient une partie de la colonie du Cap. Il est situé, de nos jours, dans la province du Cap oriental.